# Rivisondoli
Rivisondoli je italská obec v provincii L'Aquila v oblasti Abruzzo.
V roce 2016 zde žilo 687 obyvatel.

## Poloha
Sousední obce jsou: Barrea, Castel di Sangro, Pescocostanzo, Rocca Pia, Roccaraso a Scanno.

## Vývoj počtu obyvatel
Zdroj: 